# Rue Alain-Jacquet
La rue Alain Jacquet est une voie publique du 13e arrondissement de Paris, en France.  Elle est actuellement en travaux dans le cadre de l'opération d'urbanisme Paris Rive Gauche.

## Situation et accès
Le site de la rue Alain Jacquet se situe près de l'avenue de France, face à la Bibliothèque nationale de France - François Mitterrand, parallèle à la rue Jacques-Monory et à la rue Germaine-Richier, elle débute 167, Avenue de France et se termine promenade Claude-Lévi-Strauss. 
Le site de la rue Alain Jacquet est desservi par la ligne 14 à la station Bibliothèque François-Mitterrand.

## Origine du nom
Elle porte le nom du peintre Alain Jacquet (1939-2008), figure française du pop art.

## Historique
La voie a été nommée sous le nom provisoire de « voie GX/13 », avant de prendre sa dénomination actuelle au Conseil du 13e arrondissement et du Conseil de Paris, en 2020dans le cadre de l'opération d'aménagement Paris Rive Gauche à l'instar des rues David-Bowie, Dorothea-Lange, Vivian-Maier, Gisèle-Freund, Jacques-Monory et Berenice-Abbott.
Lors de la même séance du Conseil du 13e arrondissement ont été nommées d'autres rues en hommage aux artistes internationaux,.

## Bâtiments remarquables et lieux de mémoire
- La Bibliothèque nationale de France - François Mitterrand
- La Station F, le plus grand campus de startups au monde.